# آی‌تی‌وی استودیو
آی‌تی‌وی استودیو (انگلیسی: ITV Studios) شرکت رسانه‌ای بریتانیایی است، که در سال ۱۹۵۴ تأسیس شد.